# 3238 Тимресовія
3238 Тимресовія (3238 Timresovia) — астероїд головного поясу, відкритий 8 листопада 1975 року.
Тіссеранів параметр щодо Юпітера — 3,329.
Назва на честь російського біолога і генетика Миколи Тимофєєва-Ресовського.